# سرفل سوري
سرفل سوري أو سرفل جسر الحجر (الاسم العلمي: Chaerophyllum syriacum) هو نوع من النباتات يتبع جنس السرفل من الفصيلة الخيمية. أكتشف النبتة الباحث الألماني أهرنبرغ في ربيع 1820 في منطقة جسر الحجر في منطقة المتن الشمالي في جبل لبنانوهي نبتة عشبية بيضاء الزهر قد يصل طولها إلى 60 سنتيمتراً. ينطلق جذعها من درنة مدفونة تحت الأرض. فأخذ منها ما يسمح بدراستها في بلده. وتبين في ما بعد أنها متفردة، أي خاصة فقط بهذه البلاد. وقد حُفظت عّينة من هذه العشبة في متحف برلين للعلوم الطبيعية، الذي احترق أثناء الحرب العالمية الثانية. بعد الحرب، هرع العاملون في علم النبات للتفتيش عن بديل للعيّنات التي احترقت. وبعد جهد ومتابعة حثيثة تمّ العثور في حزيران (يونيو) 1957 على بضع عينات منها وُزّعت في جنيف وباريس وفي كيو ببريطانيا. وعبثاً حاول الأب موترد، العالم النباتي المعروف المتوفى عام 1972، إيجاد عينات إضافية في ما بعد. لقد اختفت النبتة تماماُ. فالمكان الذي وُجدت فيه يقع بالقرب من جسر الحجر على ارتفاع 1500 متر وقد تحوّل إلى بستان تفاح. بعد تفتيش استمر سنين، وجد الباحثان جورج وهنريت طعمه في أيار 2008عينات من هذا النبات وقاما بإرسال بعضا منهاً إلى متحف باريس للعلوم الطبيعية بعد تزويد متحف المجلس الوطني للبحوث العلمية اللبناني بعيّنات منها. وقد أسميا هذا النوع سرفل جسر الحجر.